# Safirpannad smaragd
Safirpannad smaragd (Chrysuronia humboldtii) är en fågel i familjen kolibrier.

## Utseende
Safirpannad smaragd är en rätt liten kolibri. Hanen är distinkt med mestadels grön fjäderdräkt, blått på strupe och hjässa, vitt på undre stjärttäckarna och en vit strimma uppför buken. Näbben är lysande röd med svart spets. Honan är smutsvit under med viss grön fläckning på hals och flanker. På näbben syns rött längst in.

## Utbredning och systematik
Fågeln förekommer från allra sydöstligaste Panama till Colombia och nordvästra Ecuador. Den behandlas som monotypisk, det vill säga att den inte delas in i några underarter.

### Släktestillhörighet
Arten placeras traditionellt i släktena Hylocharis eller Amazilia, men genetiska studier visar att arterna i båda släktena inte står varandra närmast. Humboldtsmaragden står nära bronsstjärtad smaragd (Chrysuronia oenone) och har därför flyttats till Chrysuronia.

## Levnadssätt
Safirpannad smaragd hittas i buskig ungskog och mangroveskogar i kustnära låglänta områden. Den ses vanligen kring blommande buskar och träd.

## Status och hot
Arten har ett stort utbredningsområde, men tros minska i antal, dock inte tillräckligt kraftigt för att den ska betraktas som hotad. Internationella naturvårdsunionen IUCN listar arten som livskraftig (LC). Beståndet uppskattas till i storleksordningen 20 000 till 50 000 vuxna individer.

## Namn
Fågelns vetenskapliga artnamn hedrar Alexander von Humboldt (1769-1859), preussisk vetenskapsman och upptäcktsresande. Tidigare kallades den humboldtsmaragd även på svenska, men justerades 2023 till ett mer informativt namn av BirdLife Sveriges taxonomikommitté.